# 诗琳通含笑
诗琳通含笑为木兰科含笑属下的一个种。
诗琳通含笑原称诗琳通木兰，是特产于泰国的珍稀濒危木兰科植物，以泰国诗琳通公主的名字命名。2009年中国学者夏念和博士等认为诗琳通木兰（Magnolia sirindhorniae Noot. & Chalermglin）应归为含笑属，并将其更名为诗琳通含笑（Michelia sirindhorniae (Noot. et Chal.)  N. H. Xia et X. H. Zhangj）。诗琳通含笑为常绿大乔木，树干挺直，高可达30-35米。叶片椭圆形，嫩叶两面密被褐色微柔毛；花单生于近枝顶的叶腋，花被片12-18，单朵花可开2-3天，花期在6-7月。广州华南植物园有引种，是诗琳通公主于2003年10月5日访问该园时赠送并亲手栽植的。

## 图库

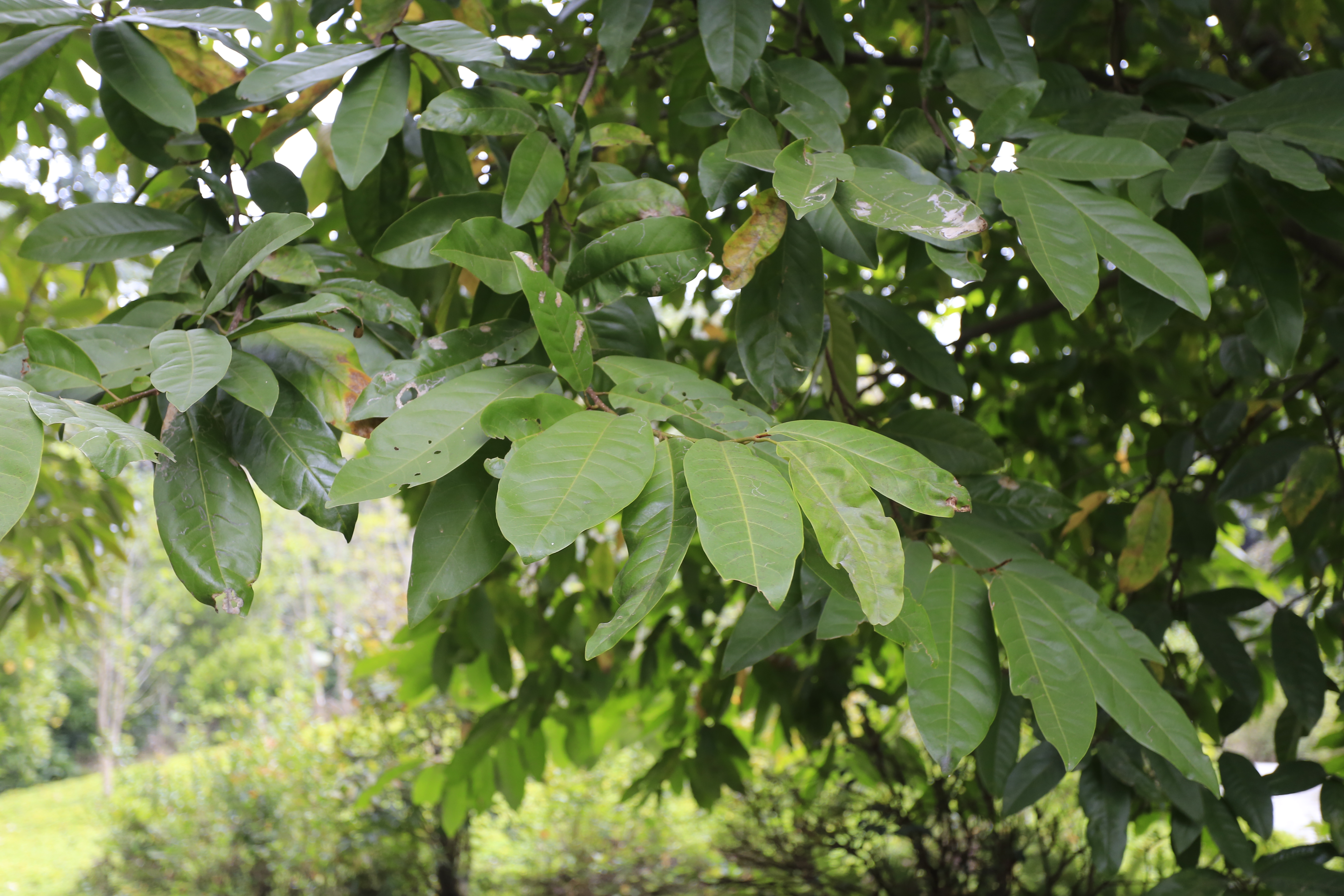
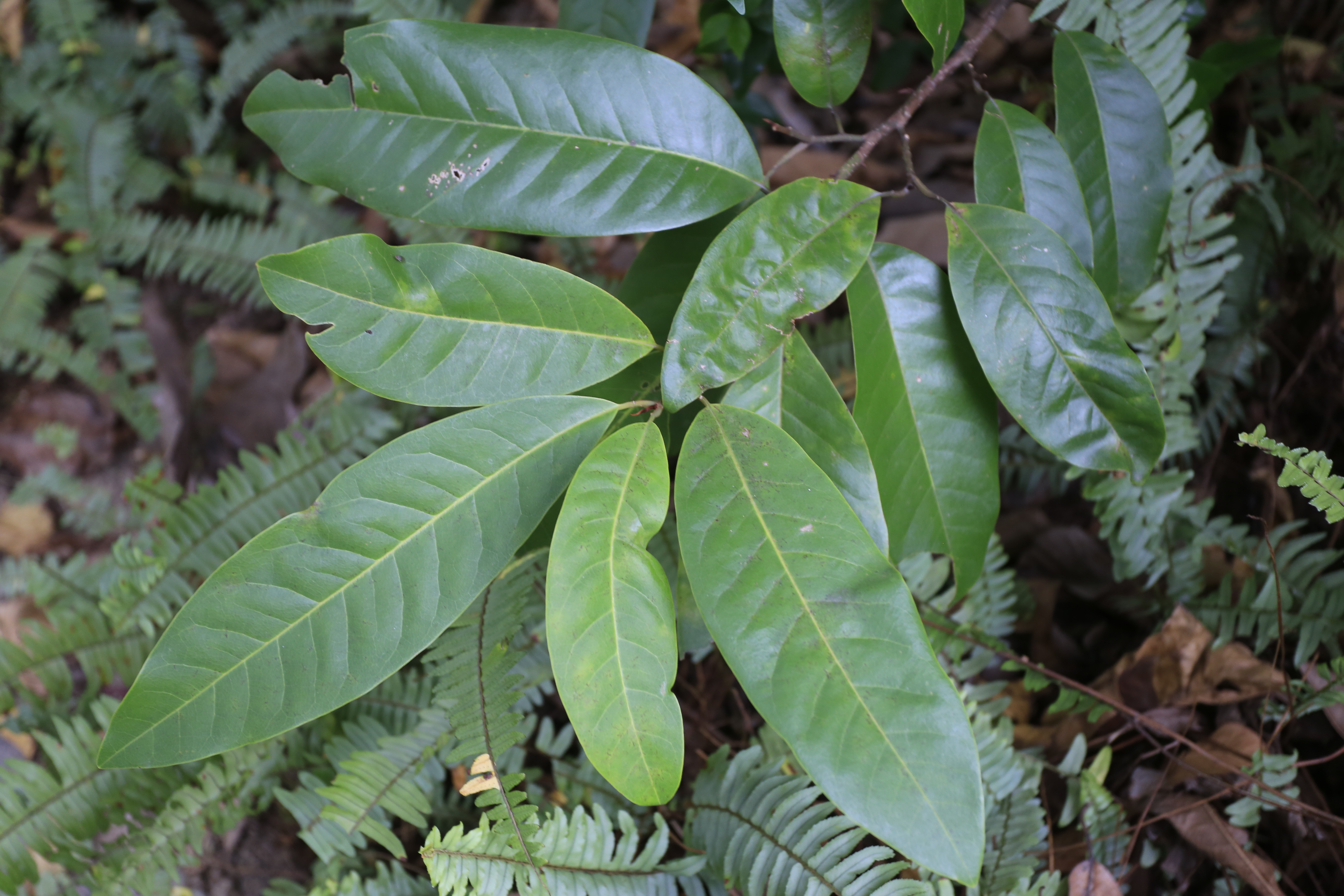
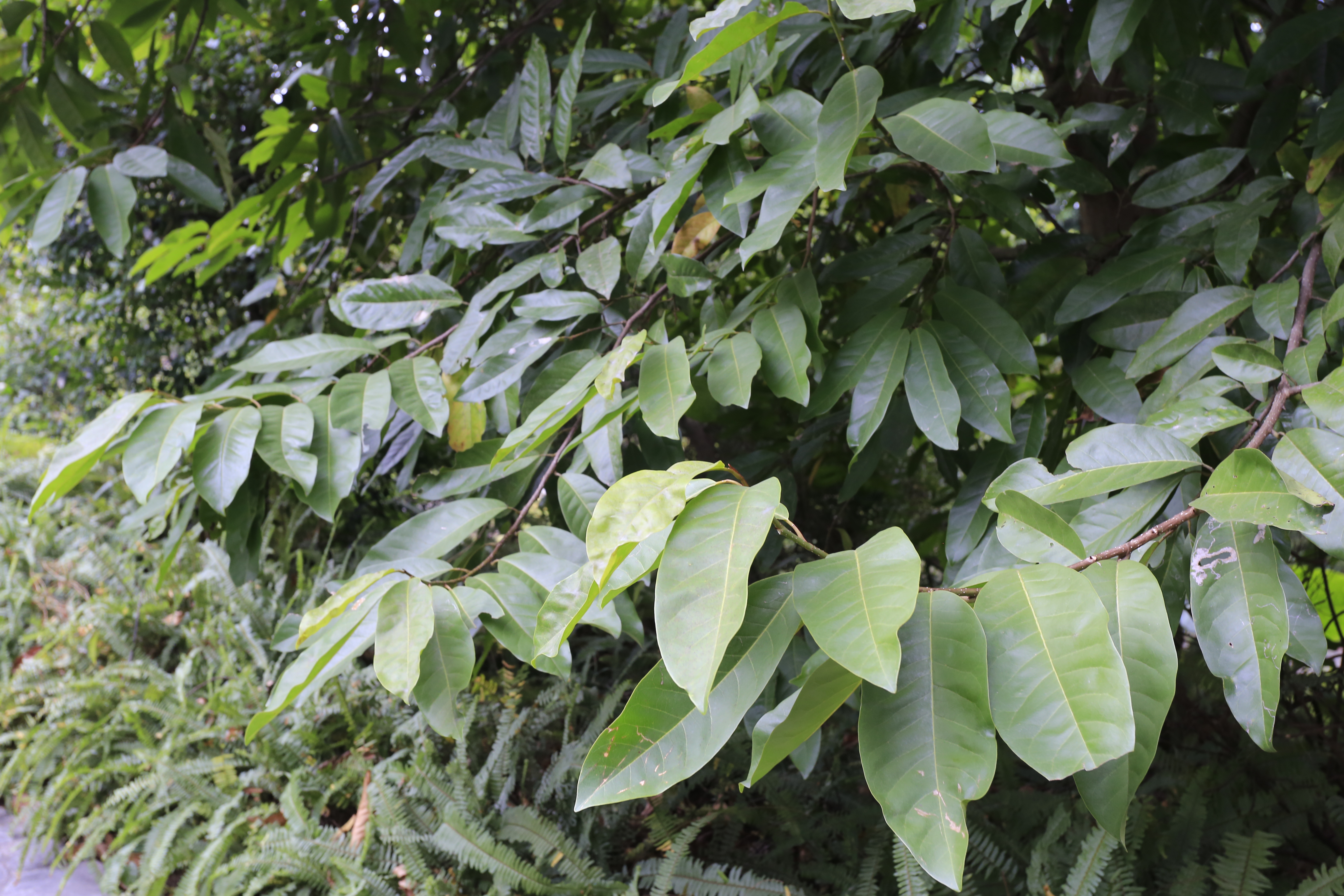
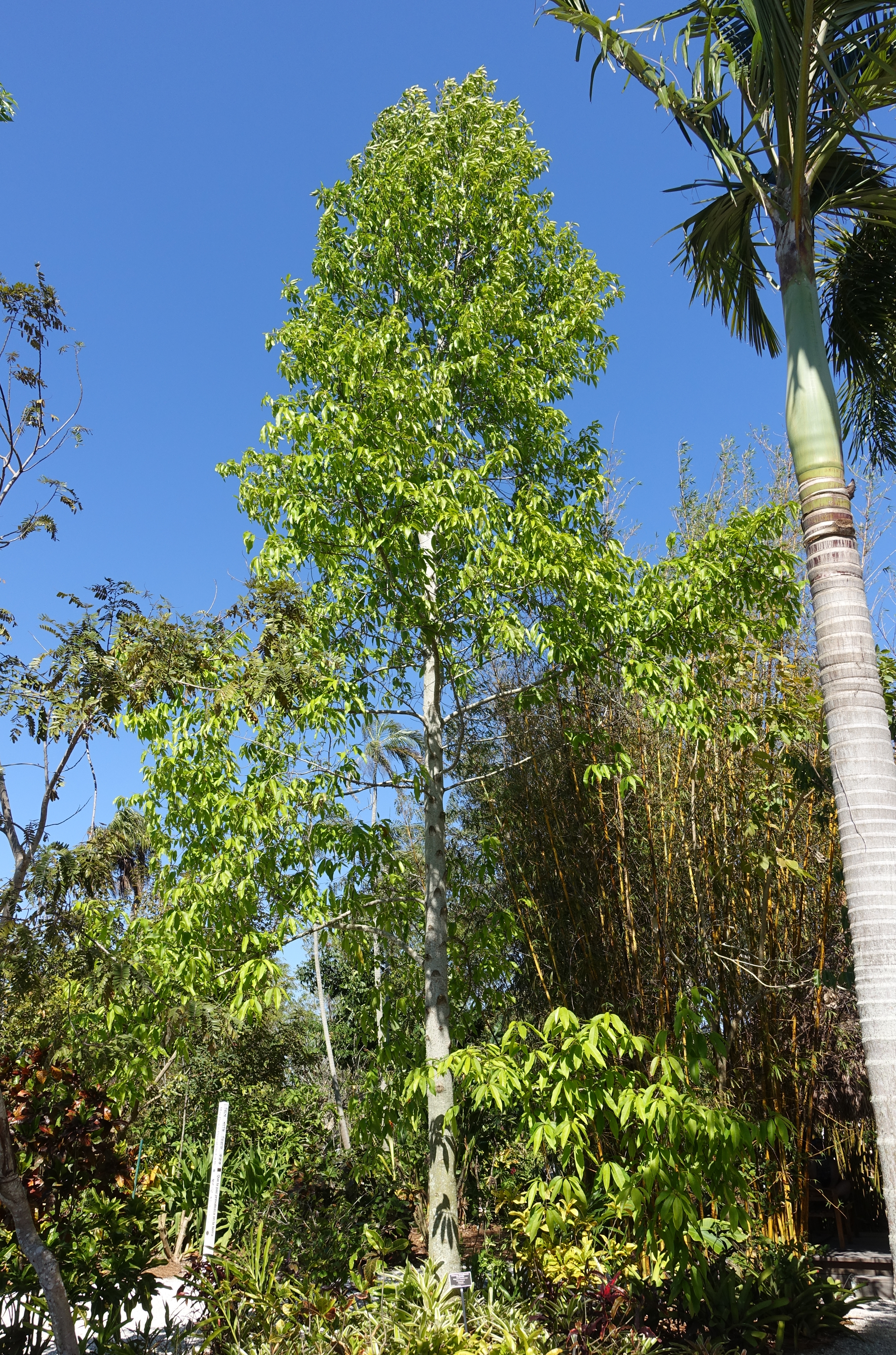
美国佛罗里达州那不勒斯植物园（英语：Naples Botanical Garden）的标本